# Jean-Pierre Adams
Jean-Pierre Adams (10. března 1948, Dakar – 6. září 2021, Nîmes) byl francouzský fotbalista, obránce.

## Fotbalová kariéra
Ve francouzské lize hrál za Nîmes Olympique, OGC Nice a Paris Saint-Germain FC. Nastoupil ve 251 ligových utkáních a dal 24 gólů. V Poháru UEFA nastoupil v 9 utkáních a dal 2 góly. Za reprezentaci Francie nastoupil v letech 1972-1976 ve 22 utkáních.

## Ligová bilance
| Ročník          | Zápasy | Góly | Klub                   |
| --------------- | ------ | ---- | ---------------------- |
| Ligue 1 1970/71 | 10     | 1    | Nîmes Olympique        |
| Ligue 1 1971/72 | 38     | 4    | Nîmes Olympique        |
| Ligue 1 1972/73 | 36     | 3    | Nîmes Olympique        |
| Ligue 1 1973/74 | 35     | 9    | OGC Nice               |
| Ligue 1 1974/75 | 38     | 3    | OGC Nice               |
| Ligue 1 1975/76 | 19     | 0    | OGC Nice               |
| Ligue 1 1976/77 | 34     | 3    | OGC Nice               |
| Ligue 1 1977/78 | 23     | 1    | Paris Saint-Germain FC |
| Ligue 1 1978/79 | 18     | 0    | Paris Saint-Germain FC |
| Ligue 1 1979/80 | 11     | 1    | FC Mulhouse            |
| CELKEM Ligue 1  | 251    | 24   |                        |

## Kóma
17. března 1982 nastoupil do nemocnice Édouarda Herriota v Lyonu, aby absolvoval rutinní chirurgický zákrok, který mu měl napravit poškozené vazy v koleni, hospitalizace byla naplánovaná maximálně na několik dní. Před operací dostal fatálním omylem špatnou dávku anestetik, která u něho vyvolala bronchospasmus (zúžení průdušek), kvůli němuž trpěl jeho mozek nedostatkem kyslíku. Upadl do kómatu, z něhož se už neprobral.